# Fromentières, Mayenne

Fromentières este o comună în departamentul Mayenne, Franța. În 2009 avea o populație de 814 de locuitori.